# Caso asociativo
El caso asociativo (abreviado ass) es un caso gramatical que expresa asociatividad que, aunque está relacionada con la comitatividad, no es idéntica a la comitatividad, que la cual es expresa mediante el uso del caso comitativo.
La asociatividad es una categoría gramatical que expresa el significado de "X y un grupo (de uno o más miembros) asociado con X", donde X es un nominal, típicamente de referencia humana. Un ejemplo es el húngaro János-ék que significa "Juan y asociados / Juan y su grupo / Juan y ellos", o el japonés Tanaka-tachi que significa "Tanaka y asociados / Tanaka y su grupo / Tanaka y ellos".